# Estádio Tres de Febrero (Argentina)
O Estádio Tres de Febrero, conhecido como Estádio do Almagro,  é um estádio de futebol localizado em José Ingenieros, no município de Tres de Febrero, na província de Buenos Aires, na Argentina, inaugurado em 7 de abril de 1956. É a casa do Almagro e tem capacidade para 19.000 espectadores.
Devido a grande dificuldade em encontrar e adquirir um terreno onde pudesse construir seu estádio. O Almagro recebeu em 1956 uma doação do clube Juventud Unida. Uma área no município de Tres de Febrero, na localidade de José Ingenieros. Ali, o clube levantou seu estádio (cancha) e também seu maior rival, o Estudiantes de Buenos Aires, separados por apenas 12 quarteirões e com quem protagoniza o clássico da região.